# Jogos do Mediterrâneo de 2005
Os XV Jogos do Mediterrâneo realizaram-se em Almeria (Espanha), de 24 de junho a 3 de julho de 2005, com a denominação Almería 2005.  Participaram 21 países mediterrâneos e com um total de 258 eventos distribuídos em 25 modalidades.

## Sedes
Os jogos contaram com uma sede central na cidade de Almeria, e seis sub-sedes sendo elas Cuevas del Almanzora (canoagem e remo), El Ejido (basquetebol e futebol), Gádor (tiro), Huércal de Almeria (luta e tênis), Roquetas de Mar (andebol, tênis de mesa, esgrima e futebol) e Vícar (andebol e futebol). Também contou com sub-sedes culturais em Adra e Vera.

## Quadro de Medalhas
As três delegações que mais ganharam medalhas, foram três países ocidentais: Itália, França e Espanha com mais de 150 medalhas cada um e diversos tipos de modalidades, seguidos de Turquia e Egito que foram quarto e quinto lugares respectivamente. Líbano e Mônaco foram os dois únicos países que não conseguiram conquistar nenhuma medalha.
Na disposição continental das medalhas, os europeus conquistaram 631 medalhas, os africanos 117 e os asiáticos apenas 84 medalhas.
| Colocação | País                 | Ouro | Prata | Bronze | Total |
| --------- | -------------------- | ---- | ----- | ------ | ----- |
| 1º        | Itália               | 57   | 40    | 56     | 153   |
| 2º        | França               | 56   | 51    | 46     | 153   |
| 3º        | Espanha              | 45   | 59    | 48     | 152   |
| 4º        | Turquia              | 20   | 24    | 29     | 73    |
| 5º        | Egito                | 15   | 10    | 18     | 43    |
| 6º        | Grécia               | 13   | 15    | 31     | 59    |
| 7º        | Tunísia              | 13   | 7     | 15     | 35    |
| 8º        | Eslovênia            | 10   | 8     | 17     | 35    |
| 9º        | Argélia              | 9    | 5     | 11     | 25    |
| 10º       | Sérvia e Montenegro  | 8    | 9     | 15     | 32    |
| 11º       | Croácia              | 5    | 10    | 11     | 26    |
| 12º       | Marrocos             | 3    | 6     | 3      | 12    |
| 13º       | Síria                | 1    | 5     | 5      | 11    |
| 14º       | Chipre               | 1    | 4     | 2      | 7     |
| 15º       | Bósnia e Herzegovina | 1    | 2     | 3      | 6     |
| 16º       | Líbia                | 1    | 0     | 1      | 2     |
| 17º       | Albânia              | 0    | 2     | 4      | 6     |
| 18º       | San Marino           | 0    | 1     | 0      | 1     |
| 19º       | Malta                | 0    | 0     | 1      | 1     |
|           | Total                | 258  | 258   | 316    | 832   |

## Imagem dos Jogos

### O logótipo
O logótipo dos jogos consistem em 5 laços das cores roxo, verde, preto, amarelo e azul entrelaçados formando uma estrela de 5 pontas. os laços representam a união dos povos do Mediterrâneo, e a estrela simboliza o prêmio ao triunfo dos atletas.

## Modalidades
- Atletismo
- Basquetebol
- Andebol
- Boxe
- Futebol
- Ginástica Artística
- Natação
- Voleibol